# Миодраг Коларић
Миодраг Коларић (Београд, 30. мај 1912 — Београд, 1. новембар 2001) био је српски историчар уметности, кустос, музејски саветник и књижевник. Као директор Народног музеја у Београду (1969–1973) и аутор бројних научних радова, оставио је значајан траг у српској културној историји. Под псеудонимом Арсен Лозанин објавио је и књижевна дела.

## Биографија

### Младост и образовање
Рођен је у Београду 1912. године. Основно и средње образовање стекао је у родном граду. Студирао је филозофију и естетику на Универзитету у Београду и Сорбони у Паризу. Студије историје уметности завршио је 1939. године у Београду. Докторску дисертацију под насловом „Класицизам код Срба“ одбранио је 1956. године на Универзитету у Загребу.

### Академска и музејска каријера
У Народном музеју у Београду радио је од 1950. до 1988. године, пролазећи кроз све музејске позиције – од кустоса до музејског саветника. Године 1969. постављен је за директора музеја, а на том месту остаје до 1973. године. Током његовог мандата, Музеј је 1969. године прославио 125. годишњицу постојања, када је враћен антички сребрни пехар из Берлинског музеја, који је био однет током Првог светског рата.

## Научни и књижевни рад
Коларић је објавио преко 250 студија, чланака и монографија из области историје уметности, музеологије и културне баштине. Његова капитална студија „Класицизам код Срба“ (1965) представља темељно истраживање српске уметности између 1790. и 1848. године. Као књижевник под псеудонимом Арсен Лозанин објавио је романе „Две љубави Филипа Оросина“ (1998) и „Приповетке из нижих разреда“ (1999), те збирку новела „Наћађено стакло“.

## Наслеђе и признања
Коларић је био један од кључних актера у обнови музејске делатности у Србији након Другог светског рата. Његов рад на ревизији збирки и међународној сарадњи допринео је модернизацији Народног музеја. У позним годинама живота донирао је део своје личне архиве Културном центру „Лукијан Мушицки“ у Темерину.